# Île-de-France
Île-de-France is een regio van Frankrijk. In deze regio ligt de hoofdstad, Parijs. De regiopresident is Valérie Pécresse (Républicains)

## Aangrenzende regio's
| Aangrenzende regio's | Aangrenzende regio's | Aangrenzende regio's | Aangrenzende regio's | Aangrenzende regio's |
| -------------------- | -------------------- | -------------------- | -------------------- | -------------------- |
| Haute-Normandie      |                      | Picardië             |                      |                      |
|                      |                      |                      |                      |                      |
|                      | Champagne-Ardenne    |                      |                      |                      |
|                      |                      |                      |                      |                      |
|                      |                      | Centre-Val de Loire  |                      | Bourgogne            |

## Geschiedenis

Omvang van de historische provincie Île-de-France tijdens het ancien régime

De naam dook voor het eerst op in 1387, en verving het oudere "Pays de France" toen het woord pays meer natie dan gebied begon te betekenen. Het gebied rond Parijs, dat werd afgegrensd door Picardië in het noorden, Normandië in het westen, de Orléanais in het zuiden en de Champagne in het oosten, was het oorspronkelijke persoonlijke domein, kroondomein, van de Franse Koning, in tegenstelling tot de gebieden die geregeerd werden door feodale heren. Tot aan de Franse Revolutie was het ook een zelfstandige Franse provincie, waartoe ook de huidige Picardische departementen Aisne en Oise behoorden.
Volksetymologisch wordt Île-de-France vaak geduid als Eiland van Frankrijk, waarmee het binnenlands schiereiland begrensd door de Oise, Seine, Ourcq en Marne bedoeld wordt. Een meer historische verklaring is dat Île-de-France een verbastering is van Liddle Franke, Klein Frankrijk in de Frankische taal. Omwille van de goede ligging, was dit gebied in Neustrië al snel een kerngebied van de Franken bij hun inval in Gallië.

## Inwoners
De regio Île-de-France had in 2022 bijna 12,4 miljoen inwoners, wat neerkomt op 19% van het aantal Fransen binnen Europa. De regio kent daardoor een bevolkingsdichtheid van 970 inw/km². De meeste mensen daarvan wonen in de agglomeratie Parijs, die met 20% van het grondoppervlak 90% van de inwoners herbergt.
Inwoners uit Île-de-France worden Franciliens en Franciliennes genoemd.

## Bestuurlijke indeling
Île-de-France heeft acht departementen. Zie ook:
- Lijst van departementen en arrondissementen in Île-de-France

## Afkomstig uit Île-de-France
- Dagobert I (603 - 639), Frankisch vorst
- Alexis de Tocqueville (1805 - 1859), politicoloog
- Louis Daguerre (1787-1851), pionier van de fotografie
- Mistinguett (1875 - 1956), zangeres
- Jacques Tati (1907 - 1982), cineast
- Marie-Claire Alain (1926 - 2013), organist
- Jean Paul Gaultier (1952), couturier
- DJ Snake (1986), DJ en producer
- Boef (rapper) (1993), rapper